# Cristian Ezequiel Bustos
Cristian Ezequiel Bustos (Pilar, Buenos Aires, Argentina) es un futbolista argentino. Juega de volante central y su equipo actual es el Club Luján de Argentina.

## Trayectoria
Es un destacado volante creativo, con su pierna diestra realiza complicados tiros desde afuera del área y mitad de campo. Ha iniciado su carrera futbolística en Estudiantes (BA), allí jugó desde 2007 a 2009, año en el cual fue traspasado a Almirante Brown. Tras no tener demasiada continuidad en la Fragata retornó a Estudiantes de Caseros en el año 2010. Su gran juego derivó su fichaje a Quilmes en el año 2011, pedido por Ricardo Caruso Lombardi, aunque finalmente disputó pocos partidos. A principios de 2012 llegó a Defensores de Belgrano y a mediados del año 2013, arribó a Deportivo Merlo. En 2015 siguió su carrera en Luján.

## Clubes
| Club                   | País      | Año           |
| ---------------------- | --------- | ------------- |
| Estudiantes (BA)       | Argentina | 2007-2009     |
| Almirante Brown        | Argentina | 2009-2010     |
| Estudiantes (BA)       | Argentina | 2010-2011     |
| Quilmes                | Argentina | 2011          |
| Defensores de Belgrano | Argentina | 2012-2013     |
| Deportivo Merlo        | Argentina | 2013-2014     |
| Luján                  | Argentina | 2015-Presente |